# Веребье
Вере́бье — деревня Маловишерского района Новгородской области России. Административный центр Веребьинского сельского поселения

## История

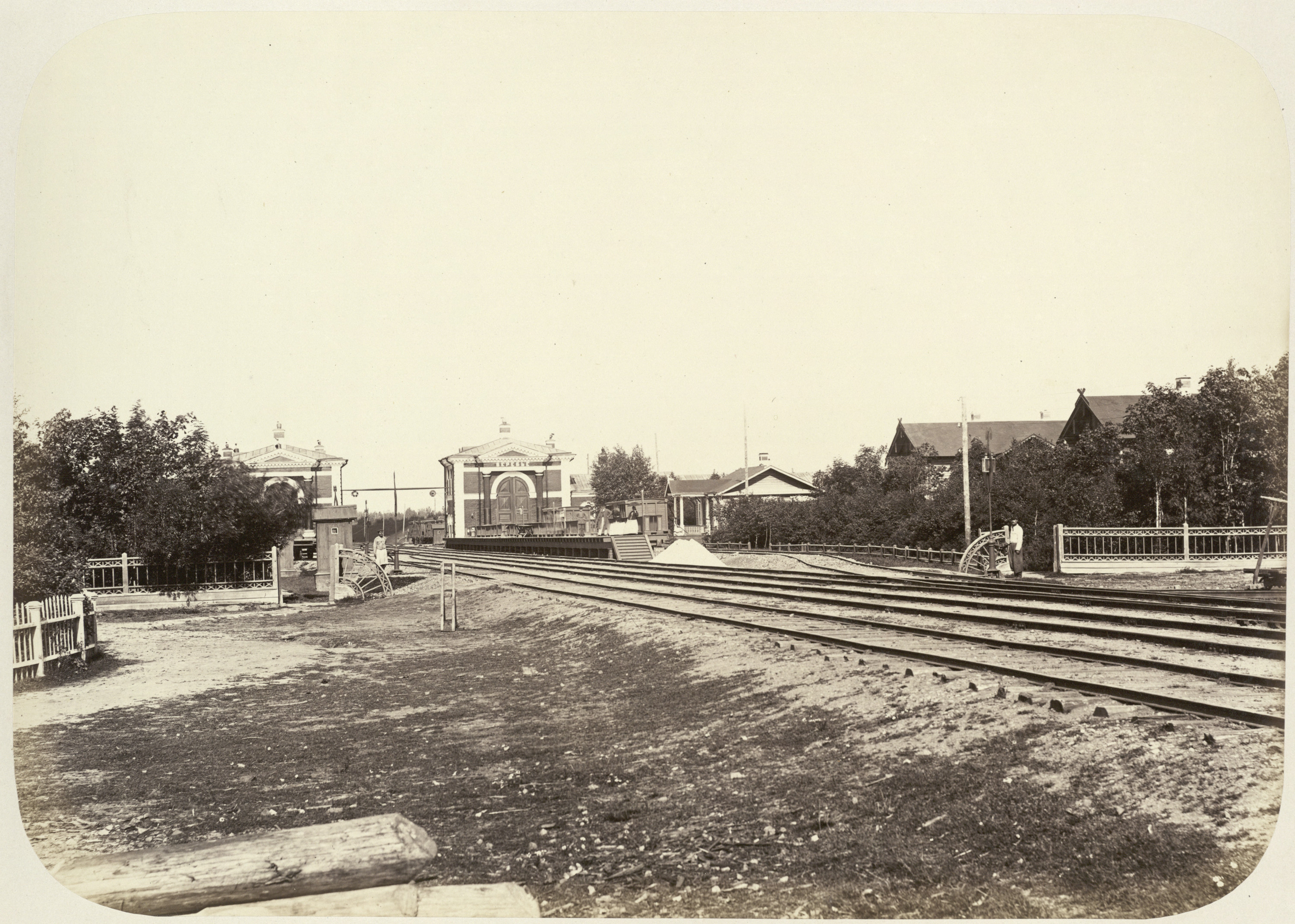
Станция Веребье, 1863—1864 гг.

- На участке Веребинского подъёма, в 1851 по проекту Д. И. Журавского через реку Веребья был построен Веребьинский мост, на тот момент самый высокий и длинный железнодорожный мост в России.

- В мае 2005 года изменён статус населённого пункта — железнодорожной станции Веребье Маловишерского района на сельский населённый пункт — село Веребье.

## Население
| 2010 |
| ---- |
| 295  |

## Известные уроженцы, жители
- Бахвалов, Анатолий Лаврентьевич (1926—2008) — генерал-майор милиции, историк, писатель;
- Никитин, Степан Андреевич (1904—1976) — Герой Советского Союза (1945).

## Инфраструктура
Администрация Веребьинского сельского поселения.

## Транспорт
Автомобильный и железнодорожный транспорт.
Через деревню проходит участок автомобильной дороги общего пользования регионального значения Новгородской области 49К-13 «Спасская Полисть — Малая Вишера — Любытино — Боровичи» (идентификационный номер 49 ОП РЗ 49К-13).
Неподалёку, к западу от деревни расположён остановочный пункт «платформа 198 км» на главном ходу Октябрьской железной дороги участка Мстинский Мост — Торбино.